# Tomáš Sedláček
Tomáš Sedláček (ur. 23 stycznia 1977 w Rudnicy nad Łabą) – czeski ekonomista, pisarz i wykładowca akademicki na Uniwersytecie Karola w Pradze, doradca ekonomiczny prezydenta Václava Havla, członek Narodowej Rady Ekonomicznej Czech przy premierze Czech i główny ekonomista w Československá obchodní banka, autor książki „Ekonomia dobra i zła”.

## Życiorys
Tomáš Sedláček jest absolwentem Uniwersytetu Karola w Pradze, gdzie obronił pracę magisterską z etyki ekonomii na Wydziale Nauk Społecznych. Posiada również tytuł tak zwanego małego doktora, to znaczy doktora filozofii za pracę dotyczącą teorii ekonomii. W 2009 jego praca doktorska, która później została wydana w postaci książki „Ekonomia dobra i zła”, została odrzucona ze względu na, zdaniem władz wydziału, zbytnie jej poświęcenie filozofii moralności. Współpracował, między innymi, z Georgetown University i Uniwersytetem Harvarda, gdzie publikował studia przypadków poświęcone etyce ekonomicznej podczas transformacji gospodarczej Czech. Pracuje jako wykładowca na Uniwersytecie Karola w Pradze i Uniwersytecie Nowojorskim w Pradze, gdzie wykłada historię myśli ekonomicznej i etykę w biznesie. Był stypendystą Yale World Fellowship.
W latach 2001–2003 Sedláček był doradcą ekonomicznym prezydenta Václava Havla w zakresie polityki makroekonomicznej i z ramienia prezydenta współpracował z Narodowym Bankiem Czeskim, Ministerstwem Finansów i Unią Europejską. Po zakończeniu kadencji współpracował przy tworzeniu Prezydenckiej Biblioteki Vaclava Havla. Był również liderem grupy analitycznej, która współpracowała przy tworzeniu kampanii „Tak dla Europy” przed akcesją Czech do Unii Europejskiej.
W 2004 został doradcą Ministra Finansów w zakresie polityki makroekonomicznej, gdzie był współodpowiedzialny za konsolidację fiskalną, politykę europejską, współpracę z Bankiem Światowym i reformy emerytalne, zdrowotne i podatkowe. Przygotowywał pierwszą, historyczną emisję obligacji europejskich przez Czechy.
W maju 2006 został głównym ekonomistą i strategiem makroekonomicznym Československá obchodní banka, gdzie przygotowuje analizy dotyczące regionu Europy Środkowej, kryzysu finansowego, zarządzania budżetem i ewentualnego przyjęcia euro przez Czechy.
W maju 2009 opublikował książkę „Ekonomia dobra i zła”, która stała się bestsellerem w Czechach i na Słowacji, rozchodząc się w ponad 50 tysiącach egzemplarzy i wywołując dyskusję o etyce ekonomii w mediach. Wkrótce później adaptacja jego pracy została wystawiona ponad osiemdziesiąt razy w 50 teatrach w Czechach i na Słowacji w ramach objazdowego projektu prezentacji literatury LiStOVaNi, w tym pięciokrotnie na Nowej Scenie Teatru Narodowego w Pradze, gdzie wyprzedane zostały wszystkie bilety. Po tym sukcesie Sedláček podpisał kontrakt na talk-show w tym teatrze, pod nazwą „Interpelacja”. Wiosną 2011 książka została wydana również w języku angielskim przez Oxford University Press, a w styczniu 2012 w języku polskim. Później wydane zostały wersje chińska, niemiecka i rosyjska. Przedmowę napisał Václav Havel. Książka została bardzo dobrze przyjęta również przez zagraniczne media, w tym The New York Times, The Washington Post i Financial Times.
W 2012 wydał w Czechach i w Polsce swoją drugą książkę: „Zmierzch homo economicus” (Wydawnictwo EMKA, 2012).
W 2009 został członkiem Narodowej Rady Gospodarczej przy Rządzie Republiki Czeskiej. Jest członkiem zarządu Czeskiego Stowarzyszenia Ekonomistów.
Udziela gościnnych wykładów, m.in. w ramach programów Georgetown University oraz klubów Uniwersytetu Yale i Uniwersytetu Harvarda, a także w Banku Światowym, Parlamencie Europejskim i The World Policy Institute. Od stycznia 2012 pełni funkcję doradcy ekonomicznego polskiej Fundacji Forum Europejskie.
Posługuje się biegle językiem angielskim i fińskim.

## Publikacje wydane w Polsce
- Ekonomia dobra i zła: w poszukiwaniu istoty ekonomii od Gilgamesza do Wall Street, Warszawa: Wydawnictwo Studio EMKA, 2012
- Zmierzch homo economicus: rozmowa z Romanem Chlupatým, Warszawa: Wydawnictwo Studio Emka, 2012